# ذلب إهرنبرغ
ذلب إهرنبرغ أو ببساطة الذَّلَب (الاسم العلمي:Sansevieria ehrenbergii) هو نوع من النباتات يتبع جنس الذلب من الفصيلة الهليونية.